# MTV Video Music Awards/Artist of the Year
Die MTV Video Music Awards for Artist of the Year werden seit den MTV Video Music Awards 2017 verliehen. Er ersetzt damit die seit der Erstverleihung 1984 eingeführten beiden Kategorien Best Male Video und Best Female Video.
Der in diesem Jahr neu eingeführte Award geht auf Bestrebungen des Senders zurück, eine genderneutrale Sprache zu wählen. So wurden auch bei den MTV Movie & TV Awards 2017 alle Geschlechter-Kategorien abgeschafft.

## Übersicht
| Award | Jahr | Preisträger    | Nominierte                                                                       |
| ----- | ---- | -------------- | -------------------------------------------------------------------------------- |
| 1.    | 2017 | Ed Sheeran     | - Ariana Grande - Bruno Mars - Kendrick Lamar - Lorde - The Weeknd               |
| 2.    | 2018 | Camila Cabello | - Cardi B - Drake - Ariana Grande - Post Malone - Bruno Mars                     |
| 3.    | 2019 | Ariana Grande  | - Cardi B - Billie Eilish - Halsey - Jonas Brothers - Shawn Mendes               |
| 4.    | 2020 | Lady Gaga      | - Post Malone - Justin Bieber - DaBaby - Megan Thee Stallion - The Weeknd        |
| 5.    | 2021 | Justin Bieber  | - Doja Cat - Ariana Grande - Megan Thee Stallion - Olivia Rodrigo - Taylor Swift |
| 6.    | 2022 | Bad Bunny      | - Drake - Ed Sheeran - Harry Styles - Jack Harlow - Lil Nas X - Lizzo            |
| 7.    | 2023 | Taylor Swift   | - Beyoncé - Doja Cat - Karol G - Nicki Minaj - Shakira                           |